# Bernard Boëne

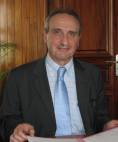
Bernard Boëne (2005)

Bernard Boëne (* 27. Juli 1947 in Paris) ist ein französischer Militärsoziologe.

## Leben
Boëne erhielt 1971 die Agrégation (Staatsprüfung für das höhere Lehramt) im Fach Englisch und war von 1973 bis 1976 Lehrer am Lycée in Aubervilliers. Er studierte von 1975 bis 1977 am Institut d’études politiques de Paris (Sciences Po) und schloss mit dessen Diplom im Bereich Politik, Wirtschaft und Sozialwissenschaften ab. 
Von 1977 bis 1997 war er an der Militärschule Saint-Cyr in Coëtquidan tätig, wo er ab 1986 die soziologische Abteilung leitete. 1982 wurde er wissenschaftlicher Mitarbeiter im Zentrum für Soziologie der nationalen Verteidigung der Fondation nationale des sciences politiques in Paris. An der Universität Paris V (Université Paris-Descartes) verteidigte er 1995 seine Thèse d’État (entspricht etwa einer Habilitation) über die Entwicklung der Militärsoziologie in den USA. 
Er war ab 1997 Professor für Soziologie in der sozialwissenschaftlichen Abteilung der Universität Toulouse II. Von 2000 bis 2005 war er Generaldirektor für Studium und Lehre an der Militärschule Saint-Cyr. 2005/06 wirkte er im Auftrag des französischen Bildungsministeriums als Rektor der Académie (Leiter der regionalen Bildungsbehörde) von La Réunion im Indischen Ozean. 
Von 2006 bis 2012 war er Professor für Soziologie (Politische Soziologie) an der Universität Rennes II und leitete die Forschergruppe Sécurité et gouvernance an der Universität Toulouse I. 2012 wurde er emeritiert. Er war 2010 Mitbegründer und ist seitdem Vizepräsident der Fondation de Genève pour la Gouvernance et les Politiques Publiques und Chancellor der Geneva Graduate School of Governance in der Schweiz.
Boëne war von 1987 bis 2010 Mitglied des Executive Council des Inter-University Seminar on Armed Forces and Society (IUS) und von 1998 bis 2006 Vizepräsident des Research Committee on Armed Forces and Conflict Resolution (RC01) der International Sociological Association und von 2002 bis 2004 Chair der European Research Group on the Military & Society (ERGOMAS). 2003 war er Mitglied der Commission de révision du statut général des militaires. Er ist seit 1995 Mitherausgeber der Fachzeitschrift Armed Forces & Society und war 2010 Begründer der Onlinezeitschrift Res Militaris – Revue européenne d'études militaires.

## Auszeichnungen
- 1993: Ordre national du Mérite (Chevalier)
- 1993: Ordre des Palmes Académiques (Commandeur)
- 2009: Morris Janowitz Career Achievement Award, Inter-University Seminar on Armed Forces and Society

## Schriften (Auswahl)
- (Hrsg.): La spécificité militaire. Actes du colloque de Coëtquidan. A Colin, Paris 1990, ISBN 2-20037191-8.
- mit Christopher Dandeker (Hrsg.): Les armées en Europe. Éd. la Découverte, Paris 1998, ISBN 2-7071-2860-0.
- Les sciences sociales, la guerre et l'armée. Objets, approches, perspectives. Mit einem Vorwort von Jean Baechler, PUPS, Paris 2014, ISBN 978-2-84050-956-1.